# Insulele Gilbert și Ellice
Insulele Gilbert și Ellice au fost  o colonie britanică între 1916 și 1976. Pe 1 ianuarie 1976 colonia a fost separată în două colonii, care au devenit statele independente Kiribati și Tuvalu.

## Istorie
Insulele Gilbert au fost declarate un protectorat britanic între 27 mai și 17 iunie 1892 și Insulele Ellice între 9 și 16 octombrie 1892. Protectoratul Insulelor Gilbert și Ellice (The Gilbert and Ellice Islands Protectorate) a fost guvernat ca parte a Teritoriilor britanice din Pacificul Occidental. Insula Banaba (atunci denumită Ocean Island) a fost incorporată în protectoratul pe 26 septembrie 1901.
Pe 12 ianuarie 1916 Insulele Gilbert, Insulele Ellice, Insula Banaba, Insulele Tokelau (atunci denumite Union Islands), Insula Fanning (Tabuaeran) și Insula Washington (Teraina) au fost unite ca colonia a coroanei britanice Insulele Gilbert și Ellice (The Gilbert and Ellice Islands Colony). Capitala a fost la început pe insula Banaba, iar mutată după Al Doilea Război Mondial la Tarawa. Insula Crăciunului (Kiritimati) a fost inclusă ca parte a coloniei în 1919, iar Insulele Tokelau seperate în 1926. Pe 8 aprilie 1937 Insulele Phoenix au fost adăugate și în 1972 cinci insule din Insulele Line.
În 1974, din cauza neînțelegerilor etnice între micronezieni și polinezieni populația Insulelor Ellice a votat pentru dezmembrarea coloniei. Colonia Insulele Gilbert și Ellice a fost dezintegrată pe 1 ianuarie 1976 în coloniile Insulele Gilbert și Tuvalu (numele nou pentru Insulele Ellice), care au devenit state independente pe 1 octombrie 1978 (Tuvalu) și pe 12 iulie 1979 (Insulele Gilbert sub numele Kiribati) .

## Denumire
Insulele Gilbert au fost denumite în 1820 de către amiralul rus Adam Johann von Krusenstern după navigatorul britanic Thomas Gilbert, care a vizitat insulele în 1788. Atolul Funafuti a fost denumit în 1819 după politicianul britanic Edward Ellice de către Arent de Peyster. Numele Ellice a fost aplicat pentru toate insulele tuvaluane de către geograful Alexander George Findlay în 1877.